# Вітер зі сходу (фестиваль)
Вітер зі сходу — український пісенний фестиваль, що проводився у Донецьку два роки поспіль у 1992 та 1993 роках. Ініціатором фестивалю був музичний продюсер Григорій Корпан, співорганізаторами були Галина Бабій, Кирило Стеценко, Володимир Цибулько та і Євген Рибчинський. Одним із ведучих — Володимир Цибулько. 1992 року фестиваль проводився у Палаці культури металургів, а 1993 — у Палаці молоді Юність.
Учасниками фестивалю були Віка Врадій (Львів), Жанна Боднарук (Чернігів), Марія Бурмака (Харків), Лері Вінн (Вінниця), Андрій Миколайчук (Умань), Олександр Пономарьов (Хмельницький), Анатолій Сердюк(Запоріжжя), Моніка (Донецьк), Олег Юнак (Донецьк), Ольга Нека, Ольга Юнакова  (Львів), Леся Горова (Львів)‎, гурти Брати Блюзу (Калуш), Скрябін (Новояворівськ) та Анжеліка Коршинська, Анна Марія та Віктор Павлік, Нічлава-Блюз та Андрій Підлужний (Тернопіль) та інші. Абсолютна більшість учасників виконували україномовні пісні.
Прес-спонсором фестивалю була газета Пост-Поступ Фестиваль транслював телеканал УТ-1, активно висвітлювало Радіо «Промінь» та Перший канал Українського радіо.

## Цікаві факти
На фестивалі познайомились Андрій Підлужний та Кузьма (Скрябін), з того часу почалась їх творча співпраця. Андрій Підлужний згадує:
|  | Після виступу на фестивалі «Вітер зі Сходу» до мене підійшов такий двометровий чувак у в’язаній кофті по коліна із незвичайною зачіскою, схожою на гніздо ворони. Він нагадав мені домовика Кузю. І перше, що я почув: «Ну, пацан, таково, дивися, прікольно лабали...». |

На фестивалі відбувся дебют гурту Нэнси (Костянтинівка) з російськомовною піснею «Дым сигарет с ментолом», проте вона не отримала схвалення журі.